# Blaise Matuidi
Blaise Matuidi (ur. 9 kwietnia 1987 w Tuluzie) – francuski piłkarz pochodzenia angolskiego, który występował na pozycji pomocnika. W grudniu 2022 roku zakończył karierę.

## Kariera klubowa
Blaise Matuidi urodził się w Tuluzie, w rodzinie pochodzenia angolańskiego. Wychowywał się w Fontenay-sous-Bois koło Paryża. Piłkarskie treningi rozpoczął w akademii piłkarskiej INF Clairefontaine, a następnie został zawodnikiem klubu US Créteil-Lusitanos. Nie zaliczył jednak debiutu w pierwszym zespole, a w 2003 roku został piłkarzem Troyes AC. 23 listopada 2004 roku zadebiutował w jego barwach w Ligue 2 w wygranym 2–1 wyjazdowym meczu przeciwko FC Gueugnon. W 2005 roku awansował z Troyes AC do Ligue 1, a po awansie klubu stał się jego podstawowym zawodnikiem. W sezonie 2005/2006 był jednym z najostrzej grających piłkarzy w Ligue 1, gdy został ukarany 11 żółtymi kartkami. W sezonie 2006/2007 spadł z Troyes AC do Ligue 2.
Latem 2007 po spadku Troyes AC Blaise Matuidi przeszedł za 4 miliony euro do AS Saint-Étienne. W nowym zespole także stał się członkiem wyjściowej jedenastki, a 11 sierpnia zaliczył swoje pierwsze spotkanie w koszulce „Zielonych”, wygrane 3–1 z Valenciennes FC. W 2008 roku zajął z AS Saint-Étienne 5. miejsce w ligowej tabeli, najwyższe w dotychczasowej karierze.
W lipcu 2011 roku przeszedł do Paris Saint-Germain F.C., gdzie miał stać się następcą Claude’a Makélélé na pozycji defensywnego pomocnika.
W 2017 roku przeniósł się do Juventus F.C. za kwotę około 20 milionów funtów.
| Sezon   | Klub                     | Kraj              | Rozgrywki | Mecze | Bramki | Rozgrywki w Europie | Mecze | Bramki |
| ------- | ------------------------ | ----------------- | --------- | ----- | ------ | ------------------- | ----- | ------ |
| 2004/05 | Troyes AC                | Francja           | Ligue 2   | 2     | 0      | –                   | –     | –      |
| 2005/06 | Troyes AC                | Francja           | Ligue 1   | 31    | 1      | –                   | –     | –      |
| 2006/07 | Troyes AC                | Francja           | Ligue 1   | 34    | 3      | –                   | –     | –      |
| 2007/08 | AS Saint-Étienne         | Francja           | Ligue 1   | 35    | 0      | –                   | –     | –      |
| 2008/09 | AS Saint-Étienne         | Francja           | Ligue 1   | 27    | 2      | –                   | –     | –      |
| 2009/10 | AS Saint-Étienne         | Francja           | Ligue 1   | 36    | 1      | –                   | –     | –      |
| 2010/11 | AS Saint-Étienne         | Francja           | Ligue 1   | 34    | 0      | –                   | –     | –      |
| 2011/12 | Paris Saint-Germain F.C. | Francja           | Ligue 1   | 29    | 1      | Liga Europy UEFA    | 4     | 0      |
| 2012/13 | Paris Saint-Germain F.C. | Francja           | Ligue 1   | 37    | 5      | Liga Mistrzów UEFA  | 9     | 2      |
| 2013/14 | Paris Saint-Germain F.C. | Francja           | Ligue 1   | 36    | 5      | Liga Mistrzów UEFA  | 9     | 1      |
| 2014/15 | Paris Saint-Germain F.C. | Francja           | Ligue 1   | 16    | 0      | Liga Mistrzów UEFA  | 6     | 1      |
| 2015/16 | Paris Saint-Germain F.C. | Francja           | Ligue 1   | 31    | 4      | Liga Mistrzów UEFA  | 9     | 0      |
| 2016/17 | Paris Saint-Germain F.C. | Francja           | Ligue 1   | 34    | 4      | Liga Mistrzów UEFA  | 8     | 2      |
| 2017/18 | Paris Saint-Germain F.C. | Francja           | Ligue 1   | 2     | 0      | Liga Mistrzów UEFA  | 0     | 0      |
| 2017/18 | Juventus F.C.            | Włochy            | Serie A   | 32    | 3      | Liga Mistrzów UEFA  | 9     | 1      |
| 2018/19 | Juventus F.C.            | Włochy            | Serie A   | 31    | 3      | Liga Mistrzów UEFA  | 9     | 0      |
| 2019/20 | Juventus F.C.            | Włochy            | Serie A   | 35    | 0      | Liga Mistrzów UEFA  | 5     | 1      |
| 2020    | Inter Miami              | Stany Zjednoczone | MLS       | 16    | 1      | –                   | –     | –      |
| 2021    | Inter Miami              | Stany Zjednoczone | MLS       | 32    | 1      | –                   | –     | –      |

## Kariera reprezentacyjna
W latach 2005–2007 Matuidi rozegrał 9 spotkań w reprezentacji Francji U-19. Z kolei w latach 2007–2008 występował w reprezentacji U-21 i zaliczył 19 występów będąc jej podstawowym zawodnikiem. We wrześniu 2010 zadebiutował w pierwszej reprezentacji Francji. Wraz z tą reprezentacją w 2018 roku w Rosji został mistrzem świata.

## Sukcesy

### Indywidualne
- W sezonie 2010/2011 wybrany najlepszym piłkarzem AS Saint-Étienne.

### Paris Saint-Germain
- Ligue 1: 2012/2013, 2013/2014, 2014/2015, 2015/2016
- Puchar Francji: 2014/2015, 2015/2016, 2016/2017
- Superpuchar Francji: 2013/2014, 2014/2015, 2015/2016, 2016/2017
- Puchar Ligi Francuskiej: 2013/2014, 2014/2015, 2015/2016, 2016/2017

### Juventus
- Serie A: 2017/2018, 2018/2019, 2019/2020
- Puchar Włoch: 2017/2018
- Superpuchar Włoch: 2018

### Reprezentacja Francji
- Mistrzostwo Świata: 2018
- Wicemistrzostwo Europy: 2016

## Odznaczenia
- Chevalier Legii Honorowej – nadanie 2018[5], wręczenie 2019[6][7]